# Jim Bunning
James Paul David "Jim" Bunning, född den 23 oktober 1931 i Southgate i Kentucky, död den 26 maj 2017 i Fort Thomas i Kentucky, var en amerikansk professionell basebollspelare och senare republikansk politiker.

## Basebollkarriär

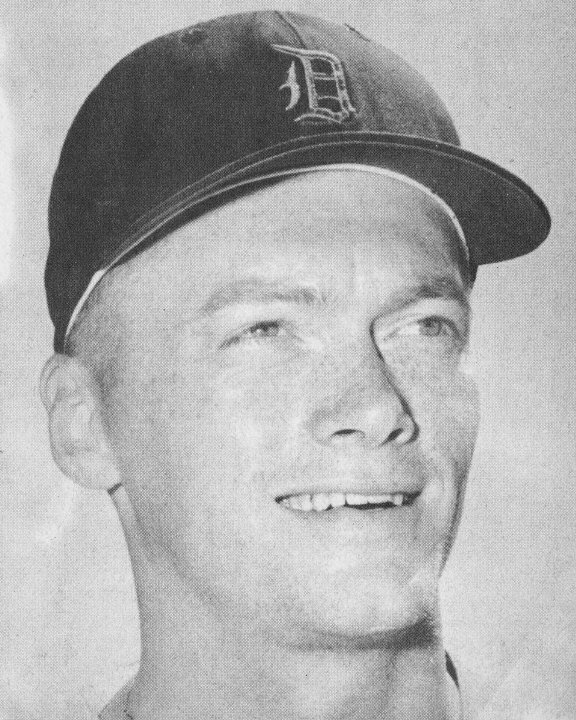
Jim Bunning i Detroit Tigers keps 1955.

Bunning spelade 17 säsonger i Major League Baseball (MLB) 1955–1971, varav för Detroit Tigers 1955–1963, för Philadelphia Phillies 1964–1967, för Pittsburgh Pirates 1968–1969, för Los Angeles Dodgers 1969 och för Phillies igen 1970–1971. Bunning var högerhänt pitcher.
Bunning hade en mycket framgångsrik MLB-karriär. Nio gånger togs han ut till all star-matchen (både 1961 och 1962 togs han ut till båda all star-matcherna respektive säsong). 1957 hade han flest vinster (20) av alla pitchers i American League och tre gånger (1959, 1960 och 1967) hade han flest strikeouts i ligan (1967 spelade han i National League).
Den 21 juni 1964 pitchade Bunning en perfect game för Phillies i en match mot New York Mets i Shea Stadium. Det var den blott sjunde perfect game i MLB:s historia, som sträcker sig till 1876.
Totalt under MLB-karriären var Bunning 224-184 (224 vinster och 184 förluster) med en earned run average (ERA) på 3,27 och 2 855 strikeouts på 591 matcher, varav 519 starter.
Bunning valdes 1996 in i Hall of Fame. Hans tröjnummer 14 pensionerades 2001 av Phillies.

## Politisk karriär

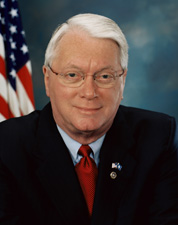
Bunning som politiker.

Efter basebollkarriären återvände Bunning till Kentucky och gick in i politiken, först i styrelsen för staden Fort Thomas och därefter i Kentuckys senat. Han var republikanernas kandidat i valet till guvernör 1983, men förlorade mot demokraten Martha Layne Collins.
1986 satsade Bunning på att ta en plats i USA:s representanthus, vilket han lyckades med. Han satt i huset 1987–1999, under vilken tid han blev omvald fem gånger.
1998 bestämde sig minoritetsledaren för republikanerna i USA:s senat, Wendell Ford, för att gå i pension efter 24 år i senaten. Bunning blev nominerad som republikanernas kandidat att efterträda Ford och vann senatsplatsen med mycket liten marginal över demokraten Scotty Baesler. Bunning tillträdde i senaten i januari 1999. Ford hade varit mycket populär och ansågs som en av de mest effektiva senatorerna. Till skillnad från denne ansågs Bunning vara en av de mest ineffektiva senatorerna. Han vann ett mycket knappt omval 2004, efter att ha orsakat skandal genom att säga att hans motståndare från demokraterna Daniel Mongiardo såg ut som en av Saddam Husseins söner och efter att ha fått sin mentala hälsa ifrågasatt när han ställde upp en mängd villkor för att medverka i debatter och när han påstod att motståndarens medarbetare hade misshandlat hans fru. 2006 utsågs han av tidskriften Time till en av de fem sämsta senatorerna.
I juli 2009 tillkännagav Bunning att han inte skulle ställa upp till omval i november 2010 eftersom han inte hade lyckats samla ihop tillräckligt med pengar för att kunna driva en omvalskampanj. Det var dock tydligt att han utsatts för påtryckningar från andra republikaner att gå i pension. Bunning efterträddes i januari 2011 av Rand Paul från Tea Party-rörelsen.

## Familj
Bunning gifte sig 1952 med Mary Catharine Theis. Paret fick fem döttrar och fyra söner. Bunning var katolik.

## Död
Bunning dog den 26 maj 2017 i sviterna av en stroke som han drabbades av i oktober 2016. Han blev 85 år.